# 生田智子
生田 智子（いくた ともこ、本名：中山智子（旧姓：生田）、1967年2月13日 - ）は、東京都板橋区出身の女優、モデル、声優。東宝芸能所属。特技は、ダンス・乗馬・フラメンコなど幅広い面を持つ。現在、Martレギュラーモデル。夫はサッカー選手の中山雅史。

## 来歴・人物
子役エキストラとしていくつかの作品に出演したのち、1983年に映画『ウィーン物語 ジェミニ・YとS』（東宝）で正式デビュー。山崎学園富士見高等学校を経て（ダンス部に所属）、日本女子体育短期大学（現・日本女子体育大学、舞踊専攻）卒業。1996年、プロサッカー選手・ジュビロ磐田(当時)の中山雅史と遠距離恋愛を実らせ結婚。当時、中山の希望もあり芸能活動からは一切身を引くつもりだったが、結婚直前これが最後と覚悟して務めた舞台での生田のあまりにも楽しそうな姿にほだされた中山から、「主婦業の妨げにならない範囲であれば」と条件を緩めてもらった事で芸能活動続行を決断したという。
結婚後は中山の所属チームの拠点である静岡県で生活し、ヤングミセス向け番組コメンテーターや雑誌モデルなどを中心に活動。2004年、結婚9年目にして待望の第1子（女子）を出産。また、声優にも挑戦し、韓国ドラマ『宮廷女官チャングムの誓い』のヒロインの日本語吹替え版を演じた。これが縁となり、チャングムを演じたイ・ヨンエが来日しイベントを開く際、ゲストとして出演するなど、韓国ドラマ関連番組やイベント出演も多い。ママタレントとして子育て世代主婦向け雑誌のモデルとしても活躍、結婚後は控えていた女優業も少しずつだが行っている。
2011年、夫の中山とともに、第4回プラチナ夫婦アワードを受賞。

## 出演

### テレビドラマ
- コメットさん 第32話「ママがライバル!?」（1978年、TBS）
- ピーマン白書 第9話「仰げば尊し 我が師の恩」（1980年11月22日、フジテレビ） - 生徒 役
- 私たちの家族（1980年、フジテレビ）
- ザ・ハングマンII 第6話「ヨガ秘術 しゃべる水死体」（1982年、朝日放送） - 吉川光子 役
- オレゴンから愛（1984年、フジテレビ）
- 連続テレビ小説（NHK総合）
  - 澪つくし（1985年） - 吉武（浅利）ますみ 役
  - ひよっこ（2017年） - 福田安江 役
- 必殺仕事人V 第10話「主水 ヘソクリを盗まれる」（1985年3月22日、朝日放送） - お袖 役
- 禁じられたマリコ（1985年、TBS） - 前田美也子 役
- 誇りの報酬（日本テレビ）
  - 第5話「私だって刑事の妹」（1985年11月10日）
  - 第36話「芹沢刑事の妹が誘拐された!?」（1986年6月15日） - ケイコ 役
- プロゴルファー祈子（1987年、フジテレビ） - 丸元亜矢子 役
- 抱きしめたい!（1988年、フジテレビ） - 吉沢知佳 役
- 木曜ゴールデンドラマ「女優時代」（1988年10月13日、よみうりテレビ）
- 暴れん坊将軍シリーズ（テレビ朝日/東映）
  - 暴れん坊将軍III 第35話「秘めた駆け落ち、涙のかんざし」（1988年） - お加代 役
  - 暴れん坊将軍V 第11話「悲恋の仇討ち免状」（1993年） - まさ乃 役
- 男と女のミステリー「OL三人旅5 ナイル湯けむり殺人」（1988年12月30日、フジテレビ） - 西野真弓 役
- 教師びんびん物語II（1989年、フジテレビ） - 木下玲子 役
- 火曜サスペンス劇場（日本テレビ）
  - 「逆転判決 女弁護士水城邦子」（1989年5月）
    - 「手話法廷 ろうあ者を巻き込んだ殺人未遂事件！最後の証人にかける弁護士水城邦子」（1990年1月）
    - 「疑惑法廷 弁護士水城邦子」（1991年1月）

  - 「娘という名の他人」（1994年5月31日） - 岡島久美 役
- さすらい刑事旅情編シリーズ（テレビ朝日） 
  - 第2シリーズ 第1話「寝台特急“瀬戸” 海峡の花嫁」（1989年10月11日）
  - 第3シリーズ 第4話「さいはてオホーツク・過去から逃げる女」(1990年10月31日）
- 続・三匹が斬る! 第9話「連発銃、昨日の友は今日の敵」（1989年、テレビ朝日）
- 愛しあってるかい! 第9話「感激!今夜は美女とお見合だ」（1989年12月11日、フジテレビ）
- LUCKY! 天使、都へ行く（1989年、フジテレビ） - 沢村 役
- 奇妙な出来事 第14回「誰かが見ている」（1990年2月5日、フジテレビ） - 主演・片山洋子 役
- ザ・刑事 第3話「覗かれた美人モデルを追え!」（1990年4月29日、テレビ朝日） - 立花今日子 役
- 日本一のカッ飛び男 第5話「燃えよ!新聞少年」（1990年5月7日、フジテレビ）
- 火曜ミステリー劇場「三毛猫ホームズの感傷旅行」（1990年8月7日、テレビ朝日） - ユキコ 役
- はぐれ刑事純情派（テレビ朝日 / 東映）
  - 第3シリーズ 第25話「南房総恋唄綴り・安浦刑事の初仲人」（1990年） - 川島みゆき 役
  - 第4シリーズ 第23話「娘を失った父・疑惑の不在証明!」（1991年） - 北川美奈 役
  - 第7シリーズ 第24話「靴紐の謎・女新聞記者の執念」（1994年） - 井上牧子 役
- FNSスーパースペシャルテレビ夢列島スペシャルドラマ「愛と悲しみのキャッチホン」（1991年7月20日、フジテレビ） - 高沢和代 役
- 逢いたい時にあなたはいない…（1991年、フジテレビ） - 中村浩子 役
- 鎌倉恋愛委員会 第2回「君はNOと言えるかい?」（1991年10月15日、TBS） - 主演
- 徳川無頼帳 第22話「聖母 マリアの涙」（1992年、テレビ東京）
- NHK大河ドラマ「信長 KING OF ZIPANGU」（1992年、NHK総合） - ゆい 役
- 素敵にダマして!（1992年、日本テレビ）
- ボクたちのドラマシリーズ「その時、ハートは盗まれた」（1992年、フジテレビ） - 稲葉先生 役
- 往診ドクター事件カルテ 第8話「恋した女性は借金抱えた美人妻」（1992年12月1日、朝日放送）
- 月曜ドラマスペシャル「下町の熱血弁護士」（1993年2月22日、TBS）
- はだかの刑事 第8話「親切強盗」（1993年2月26日、テレビ朝日）
- if もしも 第2回「彼女がすわるのは左のイスか右のイスか」（1993年5月6日、フジテレビ）
- 泣きたい夜もある 第11回「五年目のカーテンコール」（1993年6月13日、毎日放送）
- 新幹線物語'93夏 第5話、第6話（1993年8月3日・10日、TBS） - 後藤邦子 役
- 大人のキス（1993年、日本テレビ） - 斉藤亜矢子 役
- 水戸黄門 第22部 第32話「会津名物夫婦下駄 -会津-」（1993年12月20日、TBS / C.A.L） - 香織 役
- もしも願いが叶うなら 第5話「偽りのシンデレラ」（1994年2月4日、TBS） - 宮下小織 役
- 金曜エンタテイメント（フジテレビ）
  - 「細うで繁盛記」（1994年5月20日） - 君江 役
    - 「細うで繁盛記2」（1995年2月3日） - 君江 役
- HOTEL 第3シリーズ 第11話「NG名場面撮影中」（1994年6月23日、TBS） - 弘子 役
- 土曜ワイド劇場「旅役者葵長五郎」（1995年1月7日） - 野口奈美 役
- 好きやねん（1995年、よみうりテレビ） - 天童みなみ 役
- ドラマスペシャル「誰かが誰かに恋してる」（1996年3月29日、TBS）
- 再会〜横田めぐみさんの願い（2006年10月3日、日本テレビ） - 蓮池祐木子 役
- うつへの復讐 〜絶望からの復活〜（2007年6月26日、日本テレビ） - 若い女医 役
- 僕とスターの99日（2011年、フジテレビ） - 並木雪子 役
- 高校入試（2012年、フジテレビ） - 芝田昌子 役
- MONSTERS 第5話（2012年、TBS） - 大河原美津子 役
- DOCTORS〜最強の名医〜 最終回拡大スペシャル（2013年9月5日、テレビ朝日） - 西都大学病院・オペ室看護主任 望月綾子 役
- 月曜ゴールデン「税務調査官・窓際太郎の事件簿29」（2015年7月20日、TBS） - 武藤悠子 役
- テレビ朝日新人シナリオ大賞ドラマ「少女のみる夢」（2016年7月3日、テレビ朝日） - 日高麻子 役
- 仰げば尊し（2016年、TBS） - 木藤良綾乃 役
- おっさんずラブ episode6（2018年5月26日、テレビ朝日） - 牧志乃 役
  - おっさんずラブ-リターンズ- episode6（2024年2月9日、テレビ朝日） - 牧志乃 役
- ベビーシッター・ギン! 第3話（2019年7月14日、NHK BSP） - 相沢芳美 役
- ドラマスペシャル 最上の命医2019（2019年10月2日、テレビ東京） - 本多かおり 役
- タリオ 復讐代行の2人 第2話（2020年10月16日、NHK総合・BS4K） - 須川頼恵 役
- 科捜研の女 season21 第6話（2021年11月25日、テレビ朝日） - 鈴森啓子 役
- 旅人検視官 道場修作 第4弾（2025年3月22日、BS日テレ） - 東田良子 役[3]

### 吹き替え
- イ・ヨンエ
  - ドラマ『宮廷女官チャングムの誓い』（NHK BS2・総合） - ソ・ジャングム 役
イ・ヨンエのドキュメンタリーでも吹替えを担当した（ハイビジョン特集『女優イ・ヨンエ チャングムからの出発』）。
  - ドラマ 『師任堂、色の日記 』（BSフジ） - シン・サイムダン / ソ・ジユン 役
  - 映画『ブリング・ミー・ホーム 尋ね人』 - ジョンヨン 役

### 情報・バラエティ番組
- 幸せレシピ（2006年4月 - 9月、フジテレビ）
- ちちんぷいぷい（2007年、毎日放送・木曜日）

### 舞台
- 君よ知るや南の国（1975年、日本劇場）
- アニー（1978年、日生劇場）
  - アニー（2014年、青山劇場） - グレース 役
- 風と共に去りぬ（1987年、帝国劇場） - スエレン・オハラ 役
- GIRL's TIME -女の子よ、大志を抱け!-（1995年、パルコ劇場・1996年、シアタードラマシティ・再演：2000年、パルコ劇場・2001年、シアタードラマシティ）
- 花より男子（2016年1月 - 2月） - 牧野千恵子 役
- キャッチ・ミー・イフ・ユー・キャン（2022年8月11日 - 9月4日、東京国際フォーラム Cホール / 9月9日 - 15日、オリックス劇場） - キャロル・ストロング 役[4]
  - キャッチ・ミー・イフ・ユー・キャン 再演（2024年8月19日 - 9月8日、東京国際フォーラム ホールC / 9月13日 - 17日、オリックス劇場）[5]
- ミュージカル『魔女の宅急便』（2024年3月8日 - 17日、日本青年館ホール / 3月21日 - 25日、新歌舞伎座 / 2025年5月、マカオ / 2025年6月19日 - 29日、新国立劇場 中劇場） - コキリ 役[6][7]

### 映画
- パソコンウォーズISAMI（1982年、サルボウ・カンパニー） - チヨ 役
- ウィーン物語 ジェミニ・YとS（1982年12月18日公開、東宝） - 入江由美 役
- ウホッホ探険隊（1986年10月18日公開、東宝）
- 君は僕をスキになる（1989年11月3日公開、東宝・プルミエ・インターナショナル） - 美樹 役
- エンジェル 僕の歌は君の歌（1992年11月7日公開、東宝） - 塚乃原明子 役
- タッチ（2005年9月10日公開、東宝） - 浅倉しのぶ 役
- 陰日向に咲く（2008年1月26日公開、東宝） - シンヤの母 役
- 県庁おもてなし課（2013年5月11日公開、東宝）
- 未成年だけどコドモじゃない（2017年12月23日公開、東宝） - 鶴木怜華 役
- 累 -かさね-（2018年9月7日公開、東宝） - 丹沢紡美 役
- あまのがわ（2019年2月9日公開、アークエンタテイメント） - 琴浦聡美 役
- 君は月夜に光り輝く（2019年3月5日公開、東宝） - 渡良瀬律 役
- 劇場版 おっさんずラブ 〜LOVE or DEAD〜（2019年8月23日公開、東宝） - 牧志乃 役
- アパレルデザイナー（2020年1月10日公開、BS-TBS）
- レディ・トゥ・レディ（2020年12月11日）
- メタモルフォーゼの縁側（2022年6月17日、日活） - 市野花江 役[8][9]

### CM
- P&G「REJOY」（1989年）
- ローソン（1992年）
- 東京電力

## ディスコグラフィ

### シングル
- 今夜は秘密の…（1990年5月25日、ポリスター） - 味の素「一番しぼりごま油」CMソング。岸田智史とのデュエット曲